# Пруды (станция Белорусской железной дороги)
Пруды́ (белор. Пруды) — железнодорожная станция в Молодечненском районе. 
Расположена между остановочными пунктами Мороськи и Засковичи.
Станция расположена в одноимённом посёлке. Недалеко расположен переезд и проходит трасса P106 Молодечно — Сморгонь.

## В пути
Время в пути от станции Молодечно около 22 минут.